# Tibouchina papyrus

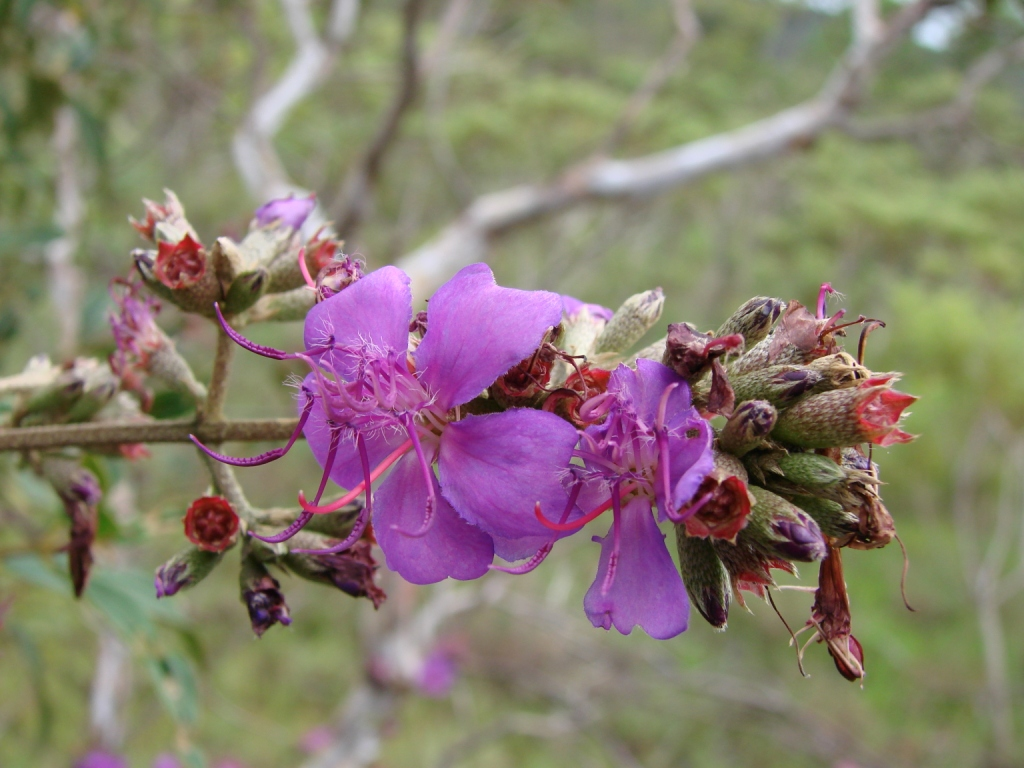
Flor de Tibouchina papyrus

O pau-papel (Tibouchina papyrus), também conhecido como árvore-do-papel, é uma planta arbustiva endêmica do cerrado brasileiro. Caracteriza-se pela textura de seu tronco, escamado em finas lâminas que se assemelham a papel de seda.
Por sua aparência peculiar, essa espécie da família Melastomataceae apresenta grande potencial de utilização ornamental. É considerada, por lei (Lei Estadual nº 7.610, de 30/11/1972), a planta símbolo do estado de Goiás.
Sua ocorrência natural é restrita, limitando-se a determinadas regiões do cerrado.

## Descrição
A característica mais chamativa do pau-papel é seu caule rosado cujo ritidoma esfolia-se em membranas papiráceas brancas, o que explica seu nome.
Podendo atingir 2 a 3 metros de altura, a arvoreta apresenta floração abundante na estação chuvosa. Na estação seca, contudo, desfolia-se totalmente, permanecendo desprovida de copa até o fim da estação.
O pau-papel é uma espécie xenógama facultativa, com maior formação de frutos por polinização cruzada que por autopolinização. A frutificação inicia-se com a queda na precipitação pluviométrica do final da estação chuvosa e estende-se por toda a estação seca.

## Distribuição
O pau-papel é uma espécie cuja distribuição é muito restrita, só podendo ser encontrada em alguns campos rupestres do cerrado. Ela é endêmica na Serra Dourada e na Serra dos Pireneus, ambas em Goiás, e também no município tocantinense de Natividade. Esta espécie também foi registrada na Serra do Roncador, em Nova Xavantina (Mato Grosso).

## Ecologia
A floração do pau-papel é assincrônica, ou seja, nem todos os indivíduos apresentam floração ao mesmo tempo. Isto leva os insetos polinizadores a movimentarem-se entre os vários indivíduos, favorecendo a polinização cruzada, o que incrementa o fluxo gênico.
Os polinizadores mais frequentes são abelhas das famílias Apidae, Anthrophoridae e Megachilidae, que também promovem a autopolinização, porém em menor proporção.